# Che ne sanno i 2000
Che ne sanno i 2000 è un singolo del DJ Gabry Ponte, pubblicato il 15 luglio 2016 dalla Dance and Love.
Il singolo ha visto la partecipazione del rapper Danti dei Two Fingerz.

## Video musicale
Al video, girato all'Aquafan di Riccione, hanno partecipato Fabio Rovazzi e il gruppo formato da YouTuber chiamato Mates. Il video è stato diretto da Francesco Fracchioni.
Nel video compaiono dei Pokémon in computer grafica, alcuni riferimenti alla cultura pop anni '90 e un pupazzo con le sembianze di Uan di Bim Bum Bam.

## Tracce
Testi di Daniele Lazzarin, Riccardo Pietro Garifo, Simone Giani, musiche di Gabriele Ponte.
1. Che ne sanno i 2000 (feat. Danti) – 3:54